# Agraphorura
Genre
Agraphorura est un genre de collemboles de la famille des Onychiuridae.

## Liste des espèces
Selon Checklist of the Collembola of the World (version du 1er octobre 2019) :
- Agraphorura acuitlapanensis (Palacios-Vargas & Deharveng, 1982)
- Agraphorura calvoi Arbea, 2005
- Agraphorura fernandae (Oliveira & Thibaud, 1992)
- Agraphorura gambiaria (Murphy, 1965)
- Agraphorura mariapetrae (Thibaud, 1993)
- Agraphorura naglitschi (Gisin, 1960)
- Agraphorura portucalensis (da Gama, 1964)
- Agraphorura pseudojusti (Thibaud & Massoud, 1980)
- Agraphorura sangelensis Kaprus & Stebaeva, 2006
- Agraphorura spelaea Pomorski, 2004
- Agraphorura xenonis (Ellis, 1976)

## Publication originale
- Pomorski, 1998 : Onychiurinae of Poland (Collembola: Onychiuridae). Genus (Wroclaw), Supplement, vol. 28, p. 1-201.